# Слободан Николић (политичар)
Слободан Николић (рус. Слободан Николич; Шабац, 27. март 1957) српски је политичар. Актуелни је председник Руске странке, која се залаже за интересе руске мањине у Србији, као и за ближу сарадњу са Руском Федерацијом. Бивши је потпредседник Народне сељачке странке.

## Биографија
Рођен је 27. марта 1957. године у Шапцу. Ожењен је и отац троје деце. Поред матерњег српског, служи се и руским језиком.